# Romboeder
Et romboeder er et polyeder begrænset af 6 sider, som er romber, 8 hjørner og 12 linjer.
Det er et specialtilfælde af et parallelepipedum.
| Dodekaeder | Spire Denne artikel om geometri er en spire som bør udbygges. Du er velkommen til at hjælpe Wikipedia ved at udvide den. |